# Напад на Аден (1513)
Напад на Аден — невдала спроба завоювання портового міста Аден в Ємені флотом Португальської імперії на чолі з другим губернатором Португальської Індії Афонсу де Албукеркі, що відбулась 26 березня 1513 року.

## Передумови
Аден був незалежним містом-державою, яке на початку XVI ст. контролювали аміри з династії Тагірідів. Стратегічне розташування міста біля Баб-ель-Мандебської протоки дозволяло Адену контролювати вхід до Червоного моря, і за часів Тагірідів Аден значно розбагатів завдяки своєму розташуванню на перетині жвавих торгових шляхів між Мамелюцьким султанатом в Єгипті та Індією. Реалізація плану Албукеркі щодо захоплення Адена дозволила б португальцям заблокувати арабські торгові шляхи через Червоне море і отримати базу для військового удару по  Єгипту. Аден був одним із чотирьох стратегічних місць, які Албукеркі прагнув захопити: Аден — щоб контролювати Баб-ель-Мандебську протоку і прохід в Червоне море; Ормуз — щоб контролювати Ормузьку протоку і прохід у Перську затоку; Малакку — щоб контролюати Малаккську протоку і морські торгові шляхи між Південно-Східною Азією та Індією, і нарешті Діу і Гоа — для забезпечення португальського домінування над торговими операціями в самій Індії.

## Напад

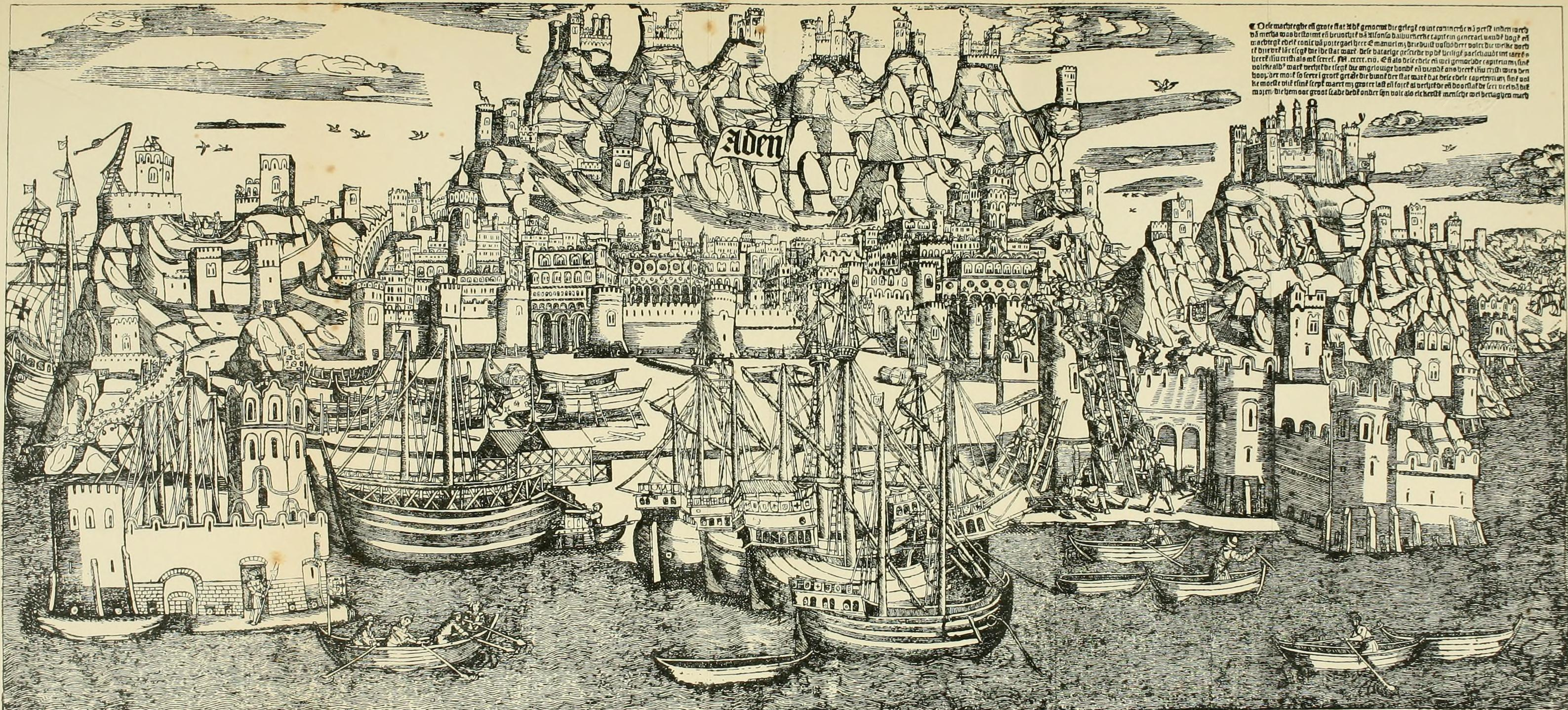
Напад на Аден в 1513 році (гравюра 1903 р.)

18 лютого 1513 року з Гоа, нової столиці Португальської імперії нової столиці в Індії, Албукеркі відплив на чолі флоту, що складався з 20 кораблів. Кораблі перевозили армію з 1700 португальців і 800 індійців з Малабарського узбережжя. Після прибуття до острова Сокотра, капітани Албукеркі обговорили плани щодо нападу на Аден. Деякі з офіцерів Албукеркі пропонували спробувати змусити Аден капітулювати шляхом переговорів, тоді як інші наполягали на негайному збройному нападі. Албукеркі вибрав останній варіант, вважаючи, що переговори дадуть аденцям час для зміцнення оборони або отримання підкріплення з інших місць. 26 березня, перед світанком у Великодню неділю португальці захопили кілька кораблів у гавані, переправили на них своїх людей на берег і почали напад на Аден. Їм вдалося захопити першу лінію оборони, де було вбито багато захисників і захоплено 39 одиниць артилерії. Однак згодом вони були відбиті і зазнали великих втрат. Загальна атака завершилася невдачею, коли штурмові драбини зруйнувались під вагою людей, які намагалися піднятись по них на стіни. Це залишило частину португальців у пастці на вершині стіни. За словами сина і біографа Албукерке, атаку припинили після того, як були пошкоджені усі драбини португальців. До полудня Албукеркі та його люди відійшли на свої кораблі. Пограбувавши і спаливши судна в гавані та обстрілявши місто з гармат, флот поплив в напрямку Червоного моря.

## Наслідки
Албукеркі зазначав: «Я думаю, що якби я спочатку провів розвідку Адена, я б не почав нашу атаку в тому місці, де я це зробив». Невдача зі спробою захопити Аден значно підірвала його стратегію. Без оперативної бази в гирлі Червоного моря португальці не могли запобігти доставці спецій до Єгипту та Середземного моря традиційним шляхом. Плани Португальської Корони забезпечити торгову монополію в Індійському океані зазнали важкого удару.
Стривожені португальською загрозою, єгипетські мамелюки відправили в 1515 році в Червоне море флот на чолі з Салман-реїсом, який в 1516 році зайняв єменські міста Тігаму і Забід, але зазнав невдачі при спробі захопити Аден. Ще через рік, навесні 1517 року португальці на чолі з третім губернатором португальської Індії Лопу Суарешем де Албергарія здійснили другу спробу захопити Аден, яка також закінчилась безуспішно.
Аден остаточно впав лише у 1538 році, коли його захопив великий османський флот на чолі з Хадимом Сулейман-пашою. Під контролем Османської імперії Аден цінувався насамперед як перешкода для проникнення європейців у Червоне море і до священних мусульманських міст Мекки і Медіни, а не як торговельний центр.